# Mike Lafferty
Michael McCormack „Mike“ Lafferty (* 20. Mai 1948 in Eugene, Oregon) ist ein ehemaliger US-amerikanischer Skirennläufer. Lafferty war Anfang der 1970er Jahre kurzzeitig einer der besten Abfahrtsläufer seines Landes.
Sein Durchbruch an die Weltspitze begann 1969 mit dem Gewinn der US-amerikanischen Meisterschaft im Abfahrtslauf. Zwischen Dezember 1969 und Januar 1973 konnte er sich bei Weltcuprennen insgesamt elfmal unter den besten Zehn platzieren. Sein bestes Resultat erreichte er im Februar 1972 bei der Abfahrt von Crystal Mountain, bei der er hinter dem Schweizer Bernhard Russi den zweiten Platz belegte. In der Gesamtwertung des Skiweltcups kam Lafferty in der Saison 1971/72 auf den neunten Rang. In der Abfahrtswertung wurde er in dieser Saison Dritter.
Lafferty nahm an den Olympischen Winterspielen 1972 in Sapporo teil und belegte Rang 14 in der Abfahrt.